# Феодосийская сказка
«Феодосийская сказка» — первый за последние 10 лет полнометражный художественный фильм-сказка в России Крымского производства. Фильм для детской и семейной аудитории масштабно снятый в 2019 году в Крыму. Режиссёром и продюсером картины выступила Наталья Лебедева, а одну из главных ролей сыграла Любовь Толкалина — известная российская актриса театра и кино. Оператором-постановщиком выступил А. С. Хамидходжаев. Создал сказочные костюмы Игорь Дадиани — известный модельер и владелец дома мод. Режиссёром монтажа стал Серик Бейсеу. Написал музыку композитор Александр Симоненко. Запись музыки производилась на студии Мосфильм. В фильме много компьютерной графики, которую создавали несколько компаний в Москве, Петербурге и Ялте. Постпродакшен производился в Москве на студии «Космос-фильм».
5 апреля 2021 года фильм «Феодосийская сказка» был представлен на Международном форуме «Российский кинобизнес 2021». В деловую программу мероприятия вошли всего 17 работ независимых продюсеров, региональных киностудий и известных киношкол со всей России.
16 мая 2021 года в Центральном доме кино в Москве состоялась премьера «Феодосийской сказки».
12 августа 2021 года фильм «Феодосийская сказка» вышел в кинопрокат на территории России. Прокатчиком выступила компания «Задорное КИНО».
30 августа 2021 года сказка стала участником 29-го фестиваля российского кино «Окно в Европу (кинофестиваль)», который ежегодно проходит в городе Выборг.
26 сентября 2021 года фильм принял участие в XXX Открытом фестивале кино «Киношок» в конкурсе детских фильмов «Киномалышок» и получил награду «За лучшее изобразительное решение».

## Сюжет
Митя приезжает с папой Евгением из Уфы к дедушке в Крым в Феодосию. Евгений хочет продать семейный дом и забрать дедушку на материк, мальчик мечтает спасти дом от продажи и помочь дедушке. С помощью волшебной книги, придуманной отцом в детстве, он попадет в Страну Мечты. Волшебная страна находится под угрозой исчезновения, создатель разучился мечтать и позабыл её, жители страны забыли о добре и мечте, состарились и вынуждены прятать лица под масками счастья. Страной правит злая волшебница Красота. Среди обитателей страны живёт предание, что явится человек из другого мира, который вернёт волшебную Книгу и снова научит людей верить в свою мечту. Мите предстоит спасти страну, преодолев испытания, и напомнить отцу о важности умения мечтать, слышать других людей и уважении к семейным ценностям.

## Процесс создания
Съёмочный процесс картины длился с 4 по 28 октября 2019 года. Съёмки проходили в четыре этапа в окрестностях Севастополя на аэродроме в Юхариной балке и в селе Терновка, в окрестностях Ялты — поселке Кацивели и Никитской расщелине, в Солнечной Долине, в Феодосии — дача Стамболи и фонтан Айвазовского. Фильм снят с использованием CG технологий.
Главную роль в фильме сыграл сын сценариста, Митя Махонин. Это история и о том, как важно уметь мечтать и как влияют наши мечты на наше будущее. Фильм о связи поколений, о детской дружбе и первой симпатии.
Проект 16 мая 2018 года стал лауреатом категории «Игрового полнометражного кино» по результатам Первого севастопольского питчинга кинопроектов в рамках Всероссийского питчинга дебютантов и XIV севастопольского международного фестиваля документальных фильмов и телевизионных программ «Победили вместе» в Севастополе.

## В ролях
| Актёр            | Роль                    |
| ---------------- | ----------------------- |
| Митя Махонин     | Митя                    |
| Любовь Толкалина | злая волшебница Красота |
| Николай Нечаев   | Евгений, отец Мити      |
| Виктор Куклин    |                         |
| Евгений Журавкин |                         |
| Мария Довгалюк   |                         |
| Виталий Таганов  |                         |

## Съемочная группа
- Режиссёр и продюсер: Наталья Лебедева
- Оператор: Алишер Хамидходжаев
- Сценарист: Александр Махонин
- Художник-постановщик: Сергей Гавриленков
- Художник по костюмам: Игорь Дадиани
- Композитор: Александр Симоненко
- Художник по гриму: Нелли Белковская
- Режиссёр монтажа: Серик Бейсеу
- Второй режиссёр: Любовь Свиридова